# John Playford

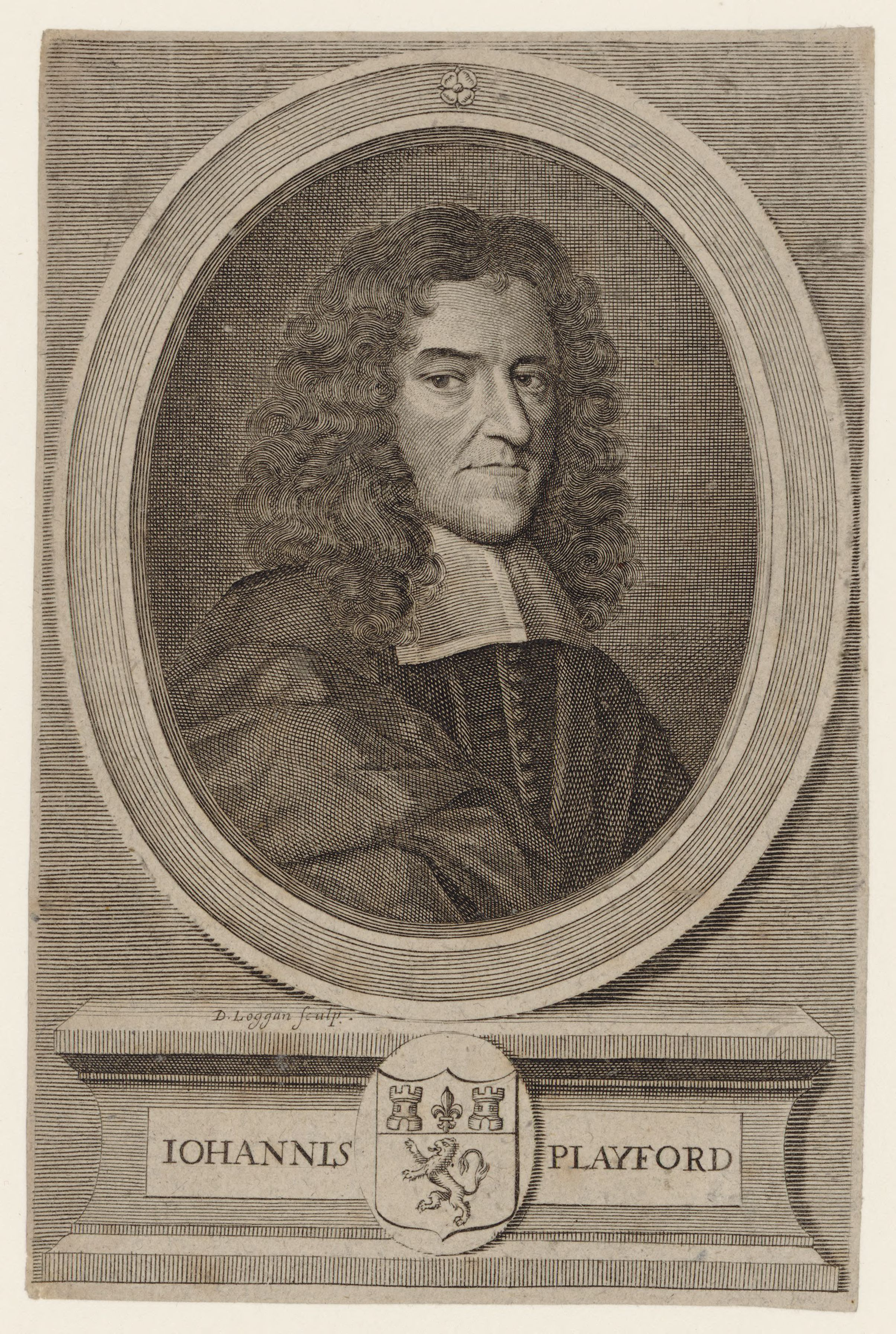
John Playford, Stich von David Loggan

John Playford (* 1623 in Norwich; † zwischen 24. Dezember 1686 und 24. Januar 1687 in London) war ein englischer Musikverleger des frühen Barock.

## Leben und Wirken
Über die Eltern und die frühe Ausbildungszeit von John Playford sind keine Informationen überliefert. Ab dem 23. März 1640 ging er bei dem Londoner Buchhändler John Benson in die Lehre, und am 5. April 1647 wurde er bei der Innung der Buchhändler als Mitglied aufgenommen. Wenig später machte sich Playford selbständig; die Geschäftsräume seines Unternehmens lagen in der Nähe der Londoner Temple Church. Seine ersten Veröffentlichungen berichteten vom Tagesgeschehen in London und in England. Als er im Jahr 1649 die Publikation King Charles His trial […] with a Perfect Copie of the King’s Speech upon the Scaffold herausbrachte, führte dies dazu, dass gegen ihn und seine beiden Geschäftspartner Peter Cole und Francis Tyron am 19. November 1649 ein Haftbefehl erlassen wurde. Weil sich jedoch offenbar an dieser Veröffentlichung nichts Strafbares nachweisen ließ, hatte der Vorfall keine schwerwiegenden Konsequenzen, und schon im nächsten Jahr brachte er von dieser Schrift eine Neuauflage heraus. Ab dem Jahr 1651 ging Playford aber dazu über, Musiknoten zu veröffentlichen.
Der Verleger wurde am 29. Oktober 1653 zum clerk (Geistlicher, Gelehrter oder Schreibkundiger) an der Temple Church ernannt und übte dieses Amt bis zu seinem Tod mit großer Gewissenhaftigkeit aus. Im Jahr 1661 stieg er in der Buchhändlerinnung zum Mitglied der livery auf und konnte damit unter anderem auch Lehrlinge ausbilden. Ab dem Jahr 1675 hatte er einen finanziellen Anteil am english stock, einer Einrichtung, mit der die Verleger-Innung ihr Monopol für die Herausgabe der Psalmbücher und anderer Schriften ausübte. Nach Fürsprache des englischen Königs wurde Playford 1681 in das Leitungsgremium der Innung, den Court of assistants, aufgenommen. Als Musiker war er bisher kaum aufgetreten, jedoch übernahm er im Jahr 1683 das Amt eines vicar choral an der Londoner St Paul’s Cathedral. Diese Kirche war 1666 von einem großen Feuer zerstört worden, dennoch gestaltete hier in einem benutzbaren Teil des Gebäudes ein kleiner Chor die Gottesdienste. In dem 1684 bei seinem Verlag erschienenen fünften Buch der Choir Ayres kündigte er an, dass er die Verantwortung für sein Geschäft wegen „Age, and the Infirmities of Nature“ seinem Sohn Henry und seinem Geschäftspartner Robert Cart übertragen wolle. Als sein Sohn Henry die Dividende Playfords aus dem english stock am 24. Dezember 1686 abholte, war John Playford noch am Leben, und im Quittungsbuch der St. Paul’s Kathedrale ist am 19. Januar 1687 die Auszahlung des Lohns für die an Weihnachten erbrachten Dienste vermerkt. Das Protokollbuch der Kathedrale enthält dann einen Eintrag vom 24. Januar 1687 mit dem Inhalt, dass der Verleger verstorben sei.

## Werk und Bedeutung
Als erster Verleger in England hat John Playford ein breites Spektrum relativ einfacher Musik herausgebracht, das sich in erster Linie an Laienmusiker der Mittelschicht richtete. Er trug damit entscheidend dazu bei, dass sich im England des 17. und 18. Jahrhunderts das Musizieren zu einem Freizeitvergnügen entwickeln konnte; darüber hinaus geben seine Drucke heute einen wertvollen Aufschluss über den damaligen Geschmack und über die gesellschaftliche Akzeptanz von Musik als Zeitvertreib. Schon seine vermutlich erste Veröffentlichung aus dem Jahr 1651, The English Dancing Master, war so erfolgreich, dass sie mit dem Titel The Dancing Master bis 1728 insgesamt 18 Auflagen erreichte; sie enthielt etwa 900 Tänze zusammen mit den dazu gehörigen Tanzbeschreibungen. Die zugrundeliegenden Melodien waren teilweise sehr alte Liedmelodien, deren Bearbeitungen John Playfords noch bis in das 19. Jahrhundert häufig verwendet wurden. Im gleichen Jahr 1651 brachte Playford mit seinem früheren Lehrmeister John Benson das Werk A Musicall Banquet heraus. Diese Veröffentlichung gliederte sich in drei Teile: Musick’s Recreation on the Lyra Viol, Court Ayres in Tabulatur (später überarbeitet als Courtly Masquing Ayres), der zweite Teil mit zweistimmigen instrumentalen Tänzen, und schließlich Catch That Catch Can, wobei die letztgenannte Gruppe Catches enthielt, die von John Hilton gesammelt worden waren. Die genannten drei Gruppen dieser Publikation hat Playford später separat fortgeführt, so die dritte Gruppe mit einem second part (1685, wieder Catch That Catch Can genannt) und dessen zweite Auflage 1686 mit dem Titel The Second Book of the Pleasant Musical Companion herauskam. Dies war Playfords letzte Veröffentlichung. Der Verleger gab auch ein musikalisches Grundlagenbuch heraus: An Introduction to the Skill of Music (1654); es enthielt Werke von Thomas Campion und Thomas Simpson. Dieses Lehrwerk wurde von dem berühmten Komponisten Henry Purcell im Jahr 1694 für die zwölfte Auflage überarbeitet und war noch 1730 im Musikalienhandel erhältlich.
Die wichtigsten Veröffentlichungen Playfords auf dem Gebiet der Vokalmusik waren die Reihe der Select Musicall Ayres and Dialogues (mehrere Auflagen 1652–1659) und die fünf Bücher der Choice Ayres (1673–1684), in den Jahren 1675 und 1676 überarbeitet und erweitert. In seiner Sammlung Psalms & Hymns in Solemn Musick of Foure Parts (1671) erscheint die Psalmmelodie noch in traditioneller Weise im Tenor, während das Werk The Whole Book of Psalms (1677) dreistimmig gehalten ist und die Melodie meistens in der Oberstimme liegt. Auf John Playford gehen auch zahlreiche bedeutende Individualdrucke (Publikationen von Werken eines einzelnen Komponisten) zurück, so von Henry Lawes und Matthew Locke. Von William Child hatte er die Druckplatten der Erstausgabe von dessen Psalmvertonungen (1639) erworben und druckte sie 1650 und 1656 als Reprints. Im Jahr 1662 erschien bei ihm die Sammlung Cantica sacra, eine Sammlung schon früher erschienener Motetten von Richard Dering; das zweite Buch der Cantica sacra enthielt dann Werke verschiedener Komponisten. Gegen Ende seines Lebens gab Playford zwei Cäcilienoden heraus, Welcome to all the Pleasures (1684) von Henry Purcell und Begin the Song von John Blow (1685).
Als Verleger war Playford so vorsichtig, dass er nur Drucke herausgab, die viel Umsatz erwarten ließen. Dafür wählte er meistens den Granjon-Schriftsatz mit beweglichen Typen. Nur in seltenen Fällen wurden Druckplatten gestochen; dies war in der Herstellung teurer und er konnte mit dieser Methode auch Werke verkaufen, die virtuoser waren oder aus anderen Gründen nur einen kleineren Kundenkreis ansprechen konnten. Die Ausgabe der Sonnata’s of III. Parts von Henry Purcell ließen Playford und Cart zwar stechen, ließen aber den Komponisten das finanzielle Risiko tragen. Einige der Tänze, die bei Playford erschienen waren, wurden 1950 von Georg Götsch gemeinsam mit Rolf Gardiner in dem Buch Alte Englische Kontretänze herausgegeben. Georg Götsch initiierte die Musische Gesellschaft und prägte in der Gründungszeit ab 1952 die inhaltliche Ausrichtung auf Burg Fürsteneck mit. Beide Institutionen pflegen die Playford-Tänze bis in die heutige Zeit.

## Diskografie (Auswahl)
- John Playford’s Popular Tunes, The Broadside Band, AmonRa, 1986
- English Country Dances. From Playford’s Dancing Master 1651–1703, The Broadside Band, Saydisc, 1991
- Country Capers. Music from Playford’s The English Dancing Master, The New York Renaissance Band, Arabesque, 1999
- Nobodys Jig, Les Witches, mit Odile Edouard, (Violine), Alpha, 2002/2008
- English Country Dances, The Harp Consort, Leitung Andrew Lawrence-King, HMF, 2002
- Mr. Playford’s English Dancing Master Lautten Compagney, Leitung Wolfgang Katschner, Berlin 2005
- Oranges & Lemons, The Playfords Coviello, 2006.